# كونيغز فوسترهاوزن
كونيغز ووسترهاوزن (بالألمانية: Königs Wusterhausen) هي مدينة و بلدة ألمانية تقع في ألمانيا في براندنبورغ.[بحاجة لمصدر] يقدر عدد سكانها بـ 33,201 نسمة .

## المدن التوأمة
مدن بشيبرام، Steglitz-Zehlendorf، هوكسواغن، Schiffdorf، جيرمانتاون (تينيسي) و Neunkirchen هي مدن توأمة لـكونيغز ووسترهاوزن.

## أعلام
- ساندرا كيلر
- مايك جيسي
- كورت فون فرانسوا
- جوديث أرندت